# Pulsar de milissegundo
Um pulsar de milissegundo (MSP) é um pulsar com um período de rotação na faixa de cerca de 1-10 milissegundos. Os pulsares de milissegundo foram detectados nas faixas de rádio, raios X e raios gama. A teoria principal para a origem dos pulsares de milissegundo é que eles são estrelas de nêutrons velhas, de rotação rápida, que foram giradas através da acumulação de matéria de uma estrela companheira em um sistema binário próximo.
Considera-se que os pulsares de milissegundo estão relacionados aos sistemas binários de raios X de baixa massa. Pensa-se que os raios-X nesses sistemas são emitidos pelo disco de acumulação de uma estrela de nêutrons produzida pelas camadas externas de uma estrela companheira que atravessou seu lóbulo de Roche. A transferência do momento angular desse evento de acreção pode teoricamente aumentar a taxa de rotação do pulsar para centenas de vezes por segundo, como é observado em pulsares de milissegundos.
No entanto, houve evidências recentes de que o modelo evolutivo padrão não explica a evolução de todos os pulsares de milissegundos, especialmente os pulsares de milissegundos jovens com campos magnéticos relativamente altos, como PSR B1937 + 21. Bülent Kiziltan e S. E. Thorsett mostraram que vários pulsares de milissegundos devem se formar em pelo menos dois processos distintos. Mas a natureza do outro processo continua sendo um mistério.

O aglomerado globular Terzan 5.

Muitos dos pulsares de milissegundo são encontrados em aglomerados globulares. Isso é consistente com a teoria de spin-up de sua formação, uma vez que a densidade estelar extremamente alta desses aglomerados implica uma probabilidade muito maior de que um pulsar tenha (ou capture) uma estrela companheira gigante. Atualmente, existem aproximadamente 130 pulsares de milissegundo conhecidos em aglomerados globulares. O aglomerado globular Terzan 5 sozinho contém 33 destes, seguido de 47 Tucanae com 22 e M28 e M15 com 8 pulsares cada.
Os pulsares de milissegundos, que podem ser cronometrados com alta precisão, são melhores relógios do que os relógios atômicos de 1997. Isso também os torna sensíveis em seus ambientes. Por exemplo, qualquer coisa colocada em órbita em torno deles provoca mudanças periódicas do Doppler nos tempos de chegada de seus pulsos na Terra, que podem então ser analisados para revelar a presença do companheiro e, com dados suficientes, fornecer medições precisas da órbita e da massa do objeto. A técnica é tão sensível que até mesmo objetos tão pequenos como os asteroides podem ser detectados se entrarem na órbita de um pulsar de milissegundo.

## Limites de velocidade de rotação de um pulsar
O primeiro pulsar de milissegundo, PSR B1937 + 21, foi descoberto em 1982 por Backer et al. Girando cerca de 641 vezes por segundo, continua a ser o segundo pulsar de milissegundo de mais rápido dos aproximadamente 200 que foram descobertos. O pulsar PSR J1748-2446ad, descoberto em 2005, é, a partir de 2012, o pulsar de rotação mais rápida atualmente conhecido, girando 716 vezes por segundo.
As teorias atuais da estrutura e evolução das estrelas de nêutrons preveem que os pulsares se quebrem se girarem a uma taxa de 1500 rotações por segundo ou mais e, a uma taxa acima de cerca de 1000 rotações por segundo, perderiam energia por radiação gravitacional mais rapidamente do que o processo de acréscimo iria acelerá-las.
No entanto, no início de 2007, os dados do Rossi X-ray Timing Explorer e da nave INTEGRAL descobriram a estrela de nêutrons XTE J1739-285 girando a 1122 Hz. O resultado não é estatisticamente significativo. Portanto, embora seja um candidato interessante para outras observações, os resultados atuais não são conclusivos. Ainda assim, acredita-se que a radiação gravitacional desempenha um papel no abrandamento da taxa de rotação. Além disso, um pulsar de raio X que gira em 599 vezes por segundo, IGR J00291 + 5934, é um candidato principal para ajudar a detectar mais pulsares no futuro.